# Arthur Klemt (Schauspieler)
Arthur Klemt (* 1967 in Klagenfurt) ist ein österreichischer Schauspieler.

## Leben
Nachdem der blauäugige Blonde sich im deutschen Fernsehen („Sind denn alle netten Männer schwul“) etablierte, spielte er im Kino u. a. den verschollenen Polarforscher, Familienvater und Anja-Kling-Gatten in Ben Verbongs Es ist ein Elch entsprungen sowie in Gefühlte Temperatur. Er spielte unter Xaver Schwarzenberger in drei Filmen (Lovers, Fever und Krambambuli). Serienrollen hatte er in etablierten Reihen wie dem Tatort in Hund und Katz, Kommissar Rex, Die Rosenheim-Cops, Um Himmels Willen, der Alte oder Die Chefin. 2011 spielte er in Verfilmung der Autobiografie  von Udo Jürgens, Der Mann mit dem Fagott eine kleinere Rolle. In der Literaturverfilmung Das Tagebuch der Anne Frank, spielt Klemt den jüdischen Zahnarzt Fritz Pfeffer, der sich mit den Familien Frank und van Pels in einem Amsterdamer Hinterhaus versteckt.
Am Theater trat er als Camille Desmoulins in Dantons Tod oder als Mortimer in Maria Stuart und sowohl in München als auch in Berlin in Philine Velhagens Wie ich mich in einen Apfel zurückzog auf. Weitere Theaterengagements hat er am Nationaltheater Mannheim, Staatstheater Stuttgart und an den Münchner Kammerspielen. Seit 2011 ist er am Residenztheater München. Er spielt auch in Hubert und/ohne Staller mit.

## Filmografie (Auswahl)
- 1996: Tatort – Kolportage
- 2006: Die Rosenheim-Cops – Ein Geständnis zu viel
- 2007: Der Butler und die Prinzessin
- 2009: Tatort – Kinderwunsch
- 2009: In aller Freundschaft – Folge 439: Liebe ist (k)ein Zufall
- 2010: Schatten der Erinnerung
- 2013: Polizeiruf 110 – Der Tod macht Engel aus uns allen
- 2014: Von Kerlen und Kühen
- 2014: Julia und der Offizier
- 2015: Die abhandene Welt
- 2015: Meister des Todes
- 2015: Landkrimi – Wenn du wüsstest, wie schön es hier ist
- 2016: Das Tagebuch der Anne Frank
- 2017: SOKO Kitzbühel – Trauerreden
- 2018: Bier Royal
- 2019: Irgendwas bleibt immer
- 2021: Polizeiruf 110: Bis Mitternacht
- 2021: SOKO Donau: Klassenkampf
- 2023: Landkrimi – Immerstill (Fernsehreihe)
- 2024: Der Geier – Die Tote mit dem falschen Leben
- 2025: Der Geier – Freund oder Feind
- 2025: Auf der Walz – Drei Jahre und ein Tag (Fernsehfilm)